# KZ-Außenlager Schwarze Poth

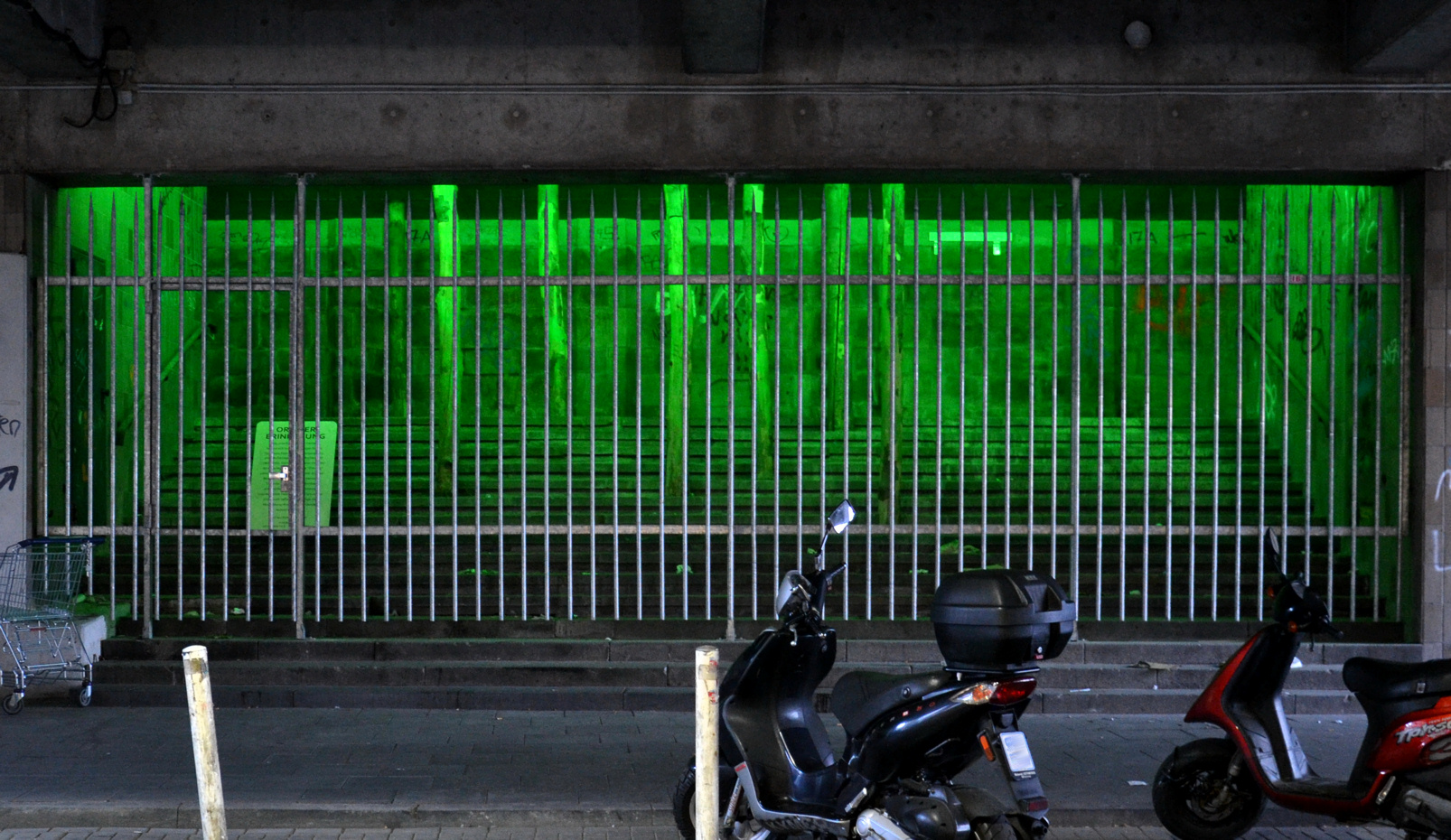
Gedenkstätte Stadtwunde

Das KZ-Außenlager Schwarze Poth war im Zweiten Weltkrieg eine Außenstelle des Konzentrationslagers Buchenwald im Essener Stadtkern. 
Die offizielle Bezeichnung war DESt Essen (Schwarze Poth). Hier waren bis zu 150 Männer als Zwangsarbeiter für die Trümmerbeseitigung und -wiederverwertung in der bereits überwiegend zerstörten Innenstadt untergebracht.

## Geschichte

### Bezeichnung und Lage
Die offizielle Namensgebung DESt Essen (Schwarze Poth) setzt sich aus zwei Teilen zusammen. DESt war die Abkürzung für die Deutschen Erd- und Steinwerke, einem 1938 gegründeten Unternehmen unter Führung der SS, das hier für die Schuttverwertung der Stadt Essen mithilfe von Zwangsarbeitern wirkte. Die Bezeichnung Schwarze Poth geht auf den Straßennamen und die Adresse Schwarze Poth 13 in Essen zurück, in der im Sommer 1944 die SS-Verwaltung untergebracht war. Sie trug die Bezeichnung SS-Wirtschafts-Verwaltungshauptamt WI Außenstelle Essen, Schwarze Poth 13, Kommando DESt, Bauschuttverwertung.

### Das Lager
Der Beginn des KZ-Außenlagers Schwarze Poth liegt im Kommando Essen Schuttverwertung, das sich mit zwanzig Häftlingen in Essen-Rüttenscheid nahe dem Polizeipräsidium befand. Dieses Barackenlager gehörte zur SS-Baubrigade III im Messelager Köln und unterstand dem SS-Unterscharführer Reinhard Sichelschmidt. Es wurde am 2. Januar 1944 in einer Aufstellung der Buchenwalder Kommandos erstmals erwähnt.
Etwa im April 1944 verlegte man diese zwanzig Mann in die Essener Innenstadt in die bereits teilweise zerstörte Gaststätte Grinzing, die an der Adolf-Hitler-Straße 90 (trägt an dieser Stelle heute den Namen Viehofer Straße) lag. Das benachbarte Haus an der Königstraße 35 diente zusätzlich als Schlafstätte, so dass man das Kommando auf bis zu 150 Zwangsarbeiter erhöhte. Der Bereich des Lagers umfasste nun 35.000 Quadratmeter innerhalb der Straßen Schwarze Poth, Königstraße, Kirchstraße und Postallee.
Normalerweise initiierte die Stadtverwaltung die Einrichtung von Baubrigaden, um Trümmer zu beseitigen und aufzuarbeiten und so einen Wiederaufbau anstoßen zu können. Dieser Prozess ist in Essen jedoch so nicht definitiv belegt.
Die SS-Baubrigade III im Messelager Köln, die dem KZ Buchenwald unterstand, wurde Anfang Mai 1944 aufgelöst. Damit wurde das zur SS-Baubrigade III gehörige Essener Nebenlager Schwarze Poth zum eigenständigen KZ-Außenlager des KZ Buchenwald.
Die etwa 150 Männer (meist Russen und Polen sowie einige Franzosen, Dänen, Belgier, Niederländer, Luxemburger und Deutsche) mussten seit Mitte 1944 Trümmer und Schutt bewegen und Blindgänger bergen, die dann durch das Bombenräumkommando Kalkum, das auch der SS-Baubrigade III unterstand, entschärft wurden. Die Unterkünfte mussten von den Häftlingen selbst hergerichtet werden. Sie mussten Schwerstarbeit leisten, bekamen jedoch unzureichende Verpflegung, die nahezu ausschließlich aus etwas Brot und Suppe bestand. Auch als die Ruhr im Lager verbreitet war, war die ärztliche Versorgung nur improvisiert. Für das Lager sind vier Todesfälle dokumentiert.

### Auflösung
Bevor die Alliierten das Ruhrgebiet einnahmen, wurde das Lager im März 1945 aufgelöst. Die Häftlinge wurden ins KZ Buchenwald verbracht. Die Zahl der Überlebenden ist unklar.

## Heutige Lage

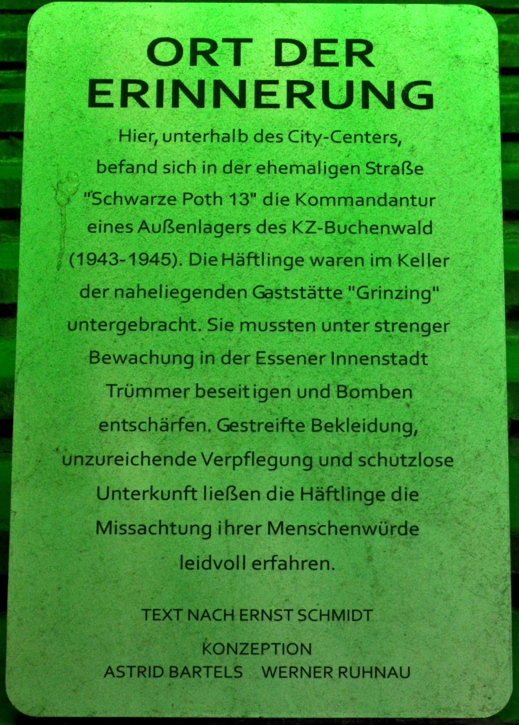
Text der Gedenktafel in der Gedenkstätte Stadtwunde

Die kleine Straße Schwarze Poth ⊙ besteht nicht mehr. Sie verlief etwa unterhalb des heutigen Einkaufszentrums Rathausgalerie, westlich der Hauptstraße Schützenbahn.
Das Gebiet zwischen der ehemaligen Straße Schwarze Poth im Süden, der Königstraße ⊙ im Westen (heute Innenhof östlich parallel der Viehofer Straße), der Kirchstraße ⊙ im Norden (heute östliche Verlängerung der Kreuzeskirchstraße) und der Postallee ⊙ im Osten (heute Fußweg westlich der Schützenbahn) ist heute innerstädtisch völlig überbaut.

### Gedenkstätte Stadtwunde 2002 bis 2025
Im Jahr 2002, im Jubiläumsjahr von 1150 Jahre Stift und Stadt Essen und im Rahmen der durch den Bund Deutscher Architekten initiierten Aktion Essen erlebt Architektur, errichteten die Künstlerin Astrid Bartels (1936–2023) und der Architekt Werner Ruhnau unter dem Treppenaufgang zur sogenannten Porschekanzel aus den 1950er Jahren die von Beginn an als temporär angelegte Gedenkstätte Stadtwunde. Sie erinnerte an das ehemalige KZ-Außenlager des Konzentrationslagers Buchenwald im Essener Stadtkern. Es handelte sich um eine aus sieben Baumstämmen stilisierte Baumgruppe, die in künstlichem Licht erschien, dazu gehörten Wort- und Textfragmente sowie die abgebildete Gedenktafel.
Die Gedenkstätte, unter der Treppe und an der Einfahrt zu einem Parkhaus gelegen, wurde fortlaufend verschmutzt und durch Vandalismus beschädigt, auch nachdem sie bereits mit einem Gitter umfasst wurde. Der Standort gilt damit eines Erinnerungsortes unwürdig. Daher ist geplant, sie abzubauen und den Bereich baulich zu verschließen, um so einen innerstädtischen Problemort aufzulösen. Es wird durch das Fachamt im Stadtarchiv nach einem würdigen Ort für die Aufstellung einer Gedenktafel gesucht.